# Agustín Mazzilli
Agustín Alejandro Mazzilli (Lomas de Zamora, 20 giugno 1989) è un hockeista su prato argentino.

## Palmarès

### Olimpiadi
- 1 medaglia:
  - 1 oro (Rio de Janeiro 2016)

### Mondiali
- 1 medaglia:
  - 1 bronzo (L'Aia 2014)

### Giochi panamericani
- 2 medaglie:
  - 2 ori (Guadalajara 2011; Toronto 2015)

### Coppa panamericana
- 1 medaglia:
  - 1 oro (Lancaster 2017)